# Pong

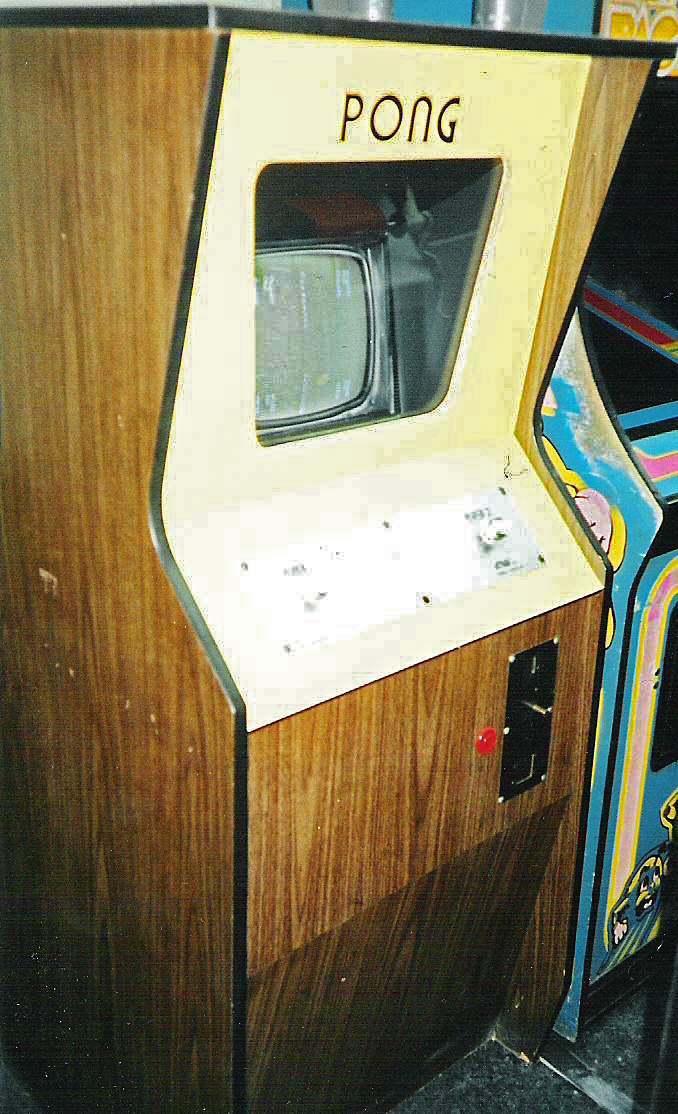
Pong werd uitgebracht als arcadespel in 1972

Pong is een van de eerste videospellen. Het spel kan met twee personen of alleen tegen een elektronische tegenstander worden gespeeld. Het werd uitgebracht als arcadespel door Atari in 1972. In 1975 werd een console-versie uitgebracht die thuis gespeeld kon worden door de console op een televisie aan te sluiten.
Pong is gebaseerd op tafeltennis. De naam Pong is afgeleid van pingpong. Het spel werkt met twee batjes en een balletje en twee muren aan de zijkant. De bedoeling van het spel is dat het balletje achter het batje van de tegenspeler terechtkomt. In dat geval wordt een punt gescoord. De score verschijnt links en rechts bovenin het scherm. Er wordt een bepaalde tijd gespeeld of het er wordt gespeeld tot een speler een bepaald aantal punten heeft gescoord. In beide gevallen is degene met de meeste punten de winnaar.
Omdat een computer nog te duur was om te gebruiken voor videospellen bestond de eerste generatie videospellen uit discrete elektronica. Na het ontwikkelen van de spellen op de universiteitscomputers werd het ontwerp vertaald naar een aantal discrete componenten die een analoog televisiesignaal konden produceren. De term "computerspel" is voor de eerste generatie videospellen eigenlijk nog niet van toepassing. Pong was in feite een computerprogramma vertaald naar een niet aanpasbare printplaat met componenten die enkel pong konden spelen.
In 1978 bracht Atari het spel Breakout uit, dat op Pong was gebaseerd.

## Trivia
- Het spel is opgenomen in het boek 1001 Video Games You Must Play Before You Die van Tony Mott.